# 萬訥巴赫河
51°25′8.61″N 7°33′29.87″E / 51.4190583°N 7.5582972°E

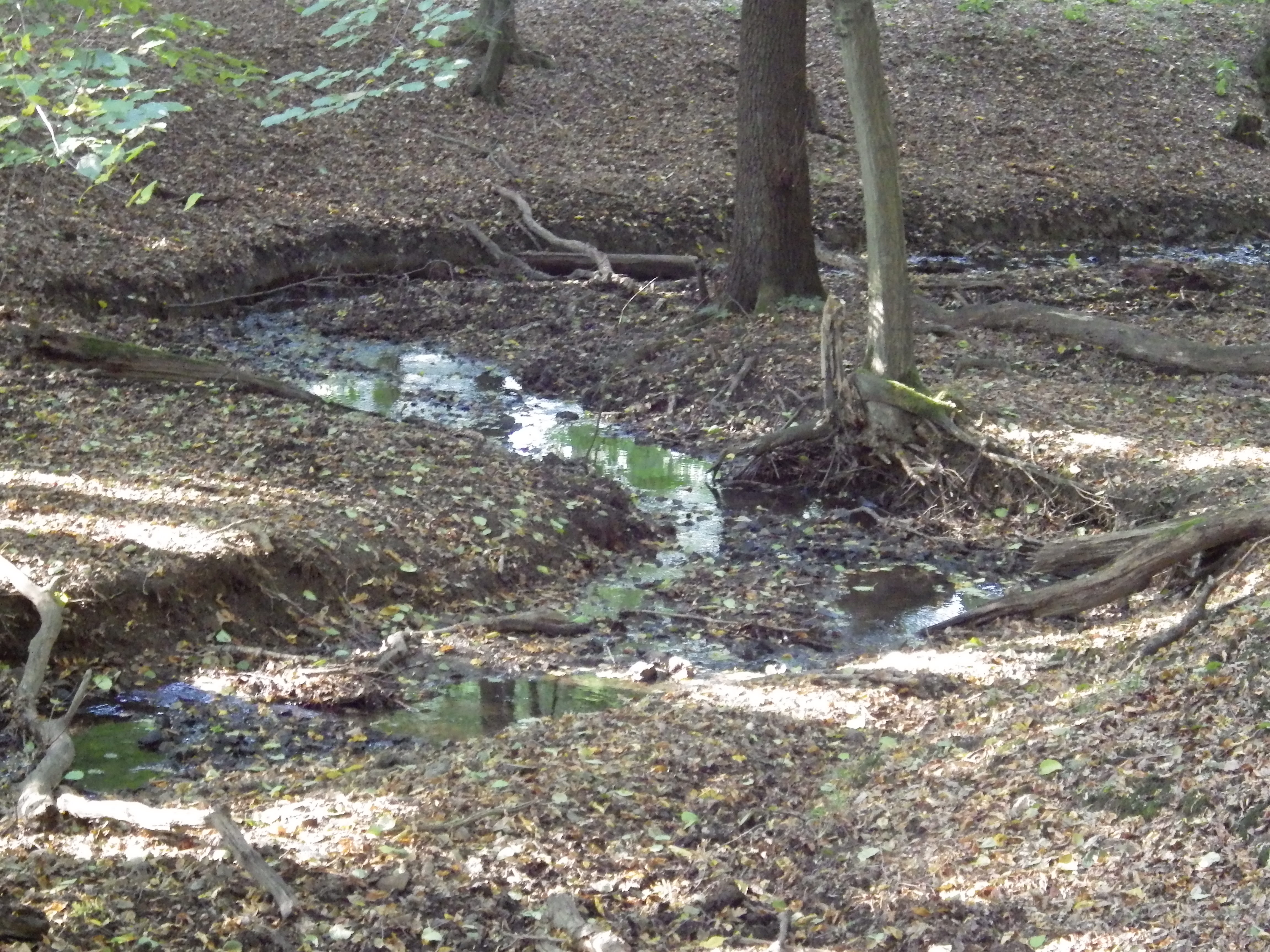

萬訥巴赫河（德語：Wannebach），是德國的河流，位於該國西部，處於北萊茵-威斯特法倫州，屬於魯爾河的左支流，流經施韋特，河道全長5公里，流域面積5.8平方公里。